# Trevor Forrest
Trevor Forrest (* 6. November 1971 in Manchester) ist ein britischer Kameramann. Bekannt wurde er durch seine Arbeit an Filmen wie Grabbers, Una Noche – Eine Nacht in Havanna, Noble oder Exposed.

## Leben und Karriere
Trevor Stuart Forrests Eltern zogen von Manchester aus auf die Karibikinsel Grand Bahama, eine der nördlichsten Inseln der Bahamas. Trevor verlebte dort seine Jugend bis zum Beginn seiner Teenager-Jahre. Alle zwei Jahre besuchten die Eltern um Trevors Geburtstag im November die Heimat in England, vor allem die Städte Manchester und Norfolk. Über die Kunstschule kam Forrest schließlich in das Geschäft um die Welt der Fotografie. 2003 sammelte Forrest erste Erfahrungen auf 35 mm Basis für eine Reihe von Werbespots für indische Telekommunikation und Tourismus. Im selben Jahr stieg er auch ins Filmbusiness ein durch seine Arbeit für den Kurzfilm Please.
2006 gab Trevor Forrest dann sein Spielfilmdebüt als Kameramann unter dem Regisseur Col Spector für dessen Komödie Someone Else. 2007 arbeitete er für Kaizad Gustads Thriller Bombil and Beatrice. 2009 lernte er den Regisseur Jon Wright kennen für den er den Horrorfilm Tormented photographisch in Szene setzte, darüber hinaus arbeiteten Wright und Forrest 2012 zusammen an der Horrorkomödie Grabbers. Im selben Jahr engagierte ihn die Produzentin und Regisseurin Lucy Mulloy für ihr preisgekröntes Drama Una Noche – Eine Nacht in Havanna. 2014 fotografierte er die Bilder für Stephen Bradleys Kinodrama Noble. Der Regisseur Gee Malik Linton griff 2016 bei seinem Film Exposed mit Ana de Armas, Keanu Reeves und Christopher McDonald auf die Talente von Forrest zurück.
Trevor Forrest gewann 2012 zusammen mit seinem Kollegen Shlomo Godder den Tribeca Film Festival Award in der Kategorie Beste Kamera für den Spielfilm Una Noche – Eine Nacht in Havanna. Neben seiner Arbeit für das Kino arbeitet Forrest gelegentlich auch für das Fernsehen, wie bei dem Fernsehdokumentarkurzfilm Made in China von Regisseur Jo Jordan aus dem Jahr 2005, der Fernsehserie Bookaboo 2008 oder der Fernsehkomödie Dr. Brown im Jahr 2014.

## Auszeichnungen
- 2012: Tribeca Film Festival Award in der Kategorie Beste Kamera für den Spielfilm Una Noche – Eine Nacht in Havanna zusammen mit Shlomo Godder

## Filmografie (Auswahl)

### Kino
- 2006: Someone Else
- 2007: Bombil and Beatrice
- 2009: Tormented
- 2010: Huge
- 2012: Grabbers
- 2012: Una Noche – Eine Nacht in Havanna (Una Noche)
- 2012: Comedown
- 2012: The Knot
- 2014: Christina Noble – Die Mutter der Niemandskinder (Noble)
- 2015: The Girl in the Book
- 2016: Exposed: Blutige Offenbarung (Exposed)
- 2016: Baked in Brooklyn

### Fernsehen
- 2005: Made in China (Fernsehdokumentarkurzfilm)
- 2009: Bookaboo (Fernsehserie, 8 Episoden)
- 2014: Dr. Brown (Fernsehfilm)
- 2014: Deadbeat (Fernsehserie, 10 Episoden)
- 2015: The Leisure Class (Fernsehfilm)
- 2017: Underground (Fernsehserie, 1 Episode)
- 2017: A Midsummer’s Nightmare (Fernsehfilm)
- 2019: I Am the Night (Fernsehminiserie, 6 Episoden)
- 2019: Tell Me Your Secrets (Fernsehserie, 6 Episoden)
- 2024: Nach dem Attentat (Manhunt)

### Dokumentar-, Video- oder Kurzfilme
- 2003: Please (Kurzfilm)
- 2005: Ordan’s Forest (Kurzfilm)
- 2009: Shy Boy (Kurzfilm)
- 2009: Shy Boy (Video Kurzfilm)
- 2009: The Mighty Boosh Live: Future Sailors Tour (Video)
- 2010: Venus & the Sun (Kurzfilm)
- 2010: Critical Eye (Kurzfilm)
- 2011: There I Am (Kurzfilm)
- 2012: Shine (Kurzfilm)
- 2012: Jimmy’s End (Kurzfilm)
- 2012: Rabbit Foot (Kurzfilm)
- 2013: Birds Fly South (Kurzfilm)
- 2014: Sweat (Kurzfilm)
- 2017: Red Hot Chili Peppers: Goodbye Angels (Video Kurzfilm)
- 2017: On The Record: P!NK - Beautiful Trauma (Kurzdokumentarfilm)